# Dactylia
Dactylia is een geslacht van sponsdieren uit de familie van de gewone sponzen (Demospongiae).

## Soorten
- Dactylia australis (Lendenfeld, 1889)
- Dactylia candelabrum (Lendenfeld, 1889)
- Dactylia ceratosa (Dendy, 1887)
- Dactylia clavata (Lendenfeld, 1889)
- Dactylia crispata (Lamarck, 1814)
- Dactylia dichotoma (Lendenfeld, 1886)
- Dactylia elegans (Lendenfeld, 1888)
- Dactylia illawarra (Lendenfeld, 1889)
- Dactylia imitans (Lendenfeld, 1886)
- Dactylia impar Carter, 1885
- Dactylia radix (Lendenfeld, 1888)
- Dactylia repens (Carter, 1886)
- Dactylia syphonoides (Lamarck, 1814)
- Dactylia varia (Gray, 1843)